# ジャントー (イギリス)
| サマーズ（左）、ハリファックス（中央）、オーフォード（右） |  | サマーズ（左）、ハリファックス（中央）、オーフォード（右） |  | サマーズ（左）、ハリファックス（中央）、オーフォード（右） |
| サマーズ（左）、ハリファックス（中央）、オーフォード（右） |  |                                                            |  |                                                            |

ジャントー（The Whig Junto）は、かつてイングランド王国、後にグレートブリテン王国に存在した派閥。ホイッグ党所属の政治家が中心になり結成、1694年に彼らを入れたイギリス最初の内閣が作られた。領袖団とも言われる。

## 経過
1688年の名誉革命、翌1689年に権利章典に基づき即位したイングランド・スコットランド・アイルランド王ウィリアム3世・メアリー2世夫妻の下ではトーリー党・ホイッグ党の区別なく革命の功労者を中心に政権に取り立てられ、ウィリアム3世がウィリアマイト戦争・大同盟戦争で外国へ遠征、イングランドを留守にする時はメアリー2世と留守政府がイングランドの政務を預かった。
ところが、戦時中はホイッグ党が議会で政府を非難し始め、閣僚が責任を問われ次々に辞任すると、ウィリアム3世はサンダーランド伯ロバート・スペンサーから議会多数派のホイッグ党員の登用とホイッグ党中心の政権樹立を勧められ、1694年に大半をホイッグ党員に入れ替えた新政権が誕生した。トーリー党からはリーズ公トマス・オズボーンとシドニー・ゴドルフィンらが若干登用されたが、主要閣僚はホイッグ党員であり、うち4人がジャントーと呼ばれるようになった。
ジャントーのメンバーは一定していないが、サマーズ男爵ジョン・サマーズ、ハリファックス伯チャールズ・モンタギュー、ウォートン侯トマス・ウォートン、オーフォード伯エドワード・ラッセルの4人とされている。ハリファックスは1694年に財務府長官に就任して1697年に第一大蔵卿も兼任、サマーズは1693年に国璽尚書を務め1697年に大法官に転任、ウォートンは1689年から王室会計監査官、オーフォードは1694年に海軍卿として閣僚に選ばれた。また、4人はそれぞれ爵位を与えられ、上院で政治活動を行った。
1694年からの政権では彼らが中心となり重要法案を成立させ、イングランド銀行発足、3年に一度総選挙を実施・議会召集を定めた三年議会法の成立、1695年に出版の自由化が始まり、同年の総選挙でホイッグ党が主流になった。1696年になると銀貨の改鋳を行い経済安定を図り、ジャコバイトが計画したウィリアム3世暗殺未遂事件で地方の統監・治安判事を交代させ、ホイッグ党政権は最盛期を迎えた。
しかし、ホイッグ党とジャントーとの間には政治姿勢に食い違いが生じ、ジャントーは政権に立つことで保守化、対するホイッグ党は議会で政府批判する立場を継続する態度を取り、ジャントーとホイッグ党は分裂の危機を招いていった（コート対カントリ）。加えて、1697年に大同盟戦争が終結、トーリー党が反戦派として政府を批判すると、ホイッグ党の一部も同調して1698年の総選挙でトーリー党が優勢になり、常備軍の軍縮案が議会で通るとジャントー政権は窮地に立たされ、1699年から1700年にかけてハリファックス、サマーズ、オーフォードが辞任してジャントー政権は終焉、3人はスペイン王位継承問題を巡り議会に内密でウィリアム3世の命令に従い、フランスとスペイン分割条約を結んだことから弾劾裁判を受けるまでになった。
弾劾裁判は無罪判決や中止になったため処罰は無かったが、1702年にウィリアム3世が事故死してアンが即位、第一大蔵卿となったゴドルフィンがトーリー党から穏健派を引き抜いた中道派政権を率いることになり、アンがホイッグ党嫌いだったこともありジャントーは政権から遠ざけられていった。ジャントーの一員だったウォートンは1702年に王室会計監査官を辞任する一方、ジャントーには新たにサンダーランド伯チャールズ・スペンサーが加わった。
1701年から始まったスペイン継承戦争の対応を巡りトーリー党とホイッグ党の政争が激しくなると、ジャントーは野党活動を行いトーリー党政権と対立したが、トーリー党穏健派のゴドルフィンはトーリー党の綱領実現を主張する急進派を遠ざけ1705年からホイッグ党を閣僚に迎えるようになり、1706年にはイングランドとスコットランドの合同交渉にジャントーが5人全員選ばれ、サンダーランドが南部担当国務大臣に起用されたことでホイッグ党は政権に返り咲いた。1708年の総選挙でホイッグ党が与党となりサマーズは枢密院議長、ウォートンはアイルランド総督に就任、翌1709年にはオーフォードが海軍卿に復帰してジャントーもハリファックスを除く4人が閣僚入りしていった。
だが、その時には戦争の長期化でイギリス国内に厭戦気分が漂い、アンがホイッグ党に不満を抱いていたままだったため政権基盤は脆く、それまで戦争を遂行していたゴドルフィンとホイッグ党政権は孤立し始めていた。この機を狙い戦争を終わらせるべきとの声がトーリー党から上がり、トーリー党指導者のロバート・ハーレーの画策で政権は崩されゴドルフィンは1710年に更迭、同年の総選挙でトーリー党が勝利してジャントーを含むホイッグ党は野党に転落していった。
以後、ジャントーを含むホイッグ党はハーレーとヘンリー・シンジョンらトーリー党政権と対立、トーリー党急進派で野党に留まったノッティンガム伯ダニエル・フィンチと手を組んで政権を攻撃したが、1714年にハーレーが失脚、アンが死去してジョージ1世が即位するとシンジョンも失脚してホイッグ党が与党に復帰、ハリファックスは第一大蔵卿、オーフォードは海軍卿に再任、ウォートンは王璽尚書、サンダーランドはアイルランド総督となり新政権に入った。翌1715年にウォートン、ハリファックスが死去、サマーズも1716年に亡くなりオーフォードも1717年に引退、残ったサンダーランドは政界に留まったが、1721年の南海泡沫事件で失脚して1722年に急死したことでジャントーは消滅した。サンダーランド亡き後はロバート・ウォルポールが台頭、イギリスの政治はウォルポールを中心に展開していった。

## ホイッグ党政権（1694年 - 1699年）
| 役職名             | 就任者                         | 在職年          |
|                    |                                |                 |
| 財務府長官         | サー・チャールズ・モンタギュー | 1694年 - 1699年 |
| 第一大蔵卿         | サー・チャールズ・モンタギュー | 1697年 - 1699年 |
| 国璽尚書           | サマーズ男爵                   | 1693年 - 1697年 |
| 大法官             | サマーズ男爵                   | 1697年 - 1700年 |
| 王室会計監査官     | ウォートン男爵                 | 1689年 - 1702年 |
| 兵站部総監         | ロムニー伯                     | 1693年 - 1702年 |
| 海軍卿             | オーフォード伯                 | 1694年 - 1699年 |
| 北部担当国務大臣   | シュルーズベリー公             | 1694年 - 1695年 |
| 南部担当国務大臣   | シュルーズベリー公             | 1695年 - 1698年 |
|                    |                                |                 |
| カンタベリー大主教 | トマス・テニソン               | 1694年 - 1715年 |
| 第一大蔵卿         | ゴドルフィン男爵               | 1690年 - 1697年 |
| 枢密院議長         | リーズ公                       | 1689年 - 1699年 |
| 王璽尚書           | ペンブルック伯                 | 1692年 - 1699年 |
| 王室家政長官       | デヴォンシャー公               | 1689年 - 1707年 |
| 宮内長官           | サンダーランド伯               | 1697年          |
| 南部担当国務大臣   | サー・ジョン・トレンチャード   | 1693年 - 1695年 |
| 南部担当国務大臣   | ジェームズ・ヴァーノン         | 1698年 - 1699年 |
| 北部担当国務大臣   | サー・ウィリアム・トランブル   | 1695年 - 1697年 |
| 北部担当国務大臣   | ジェームズ・ヴァーノン         | 1697年 - 1700年 |